# 城市史

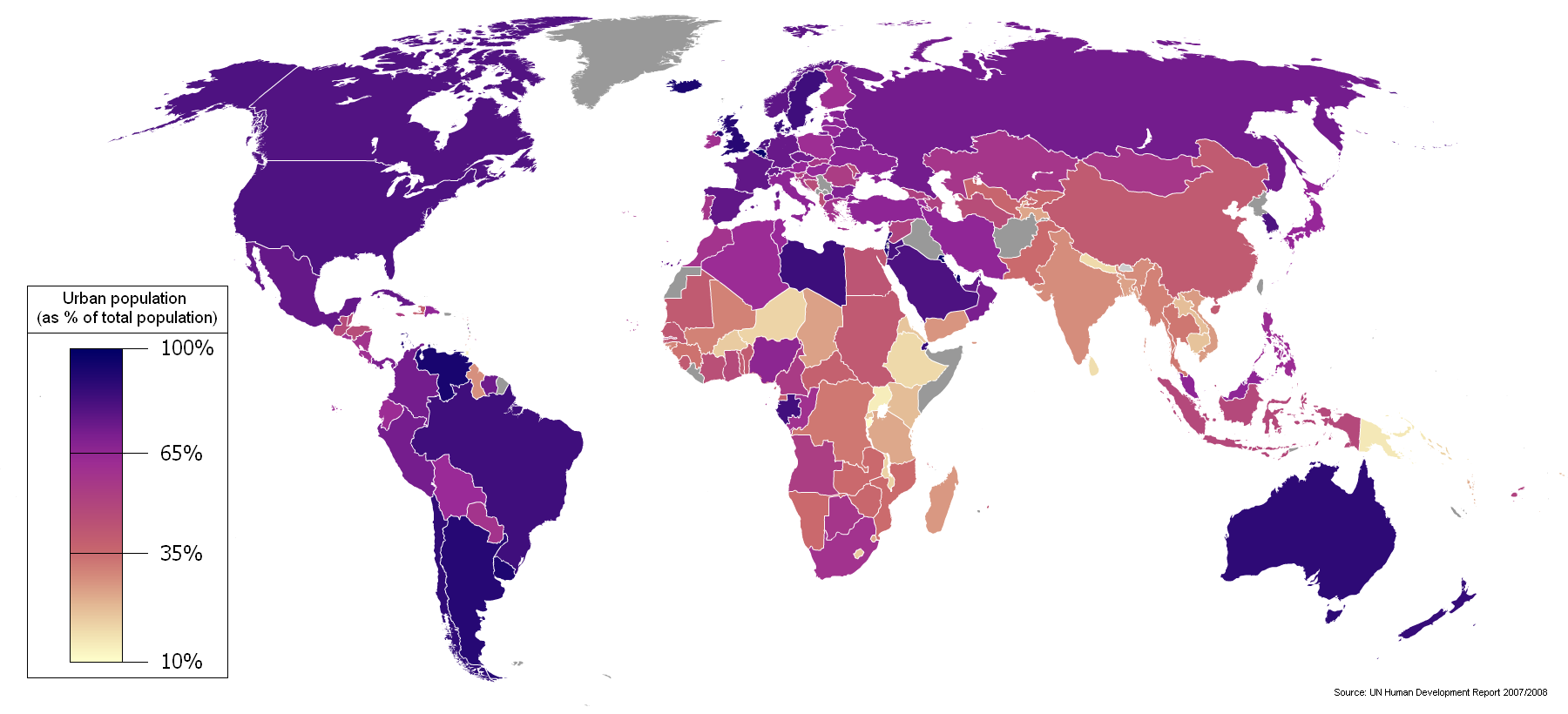
2005年各國城市化程度

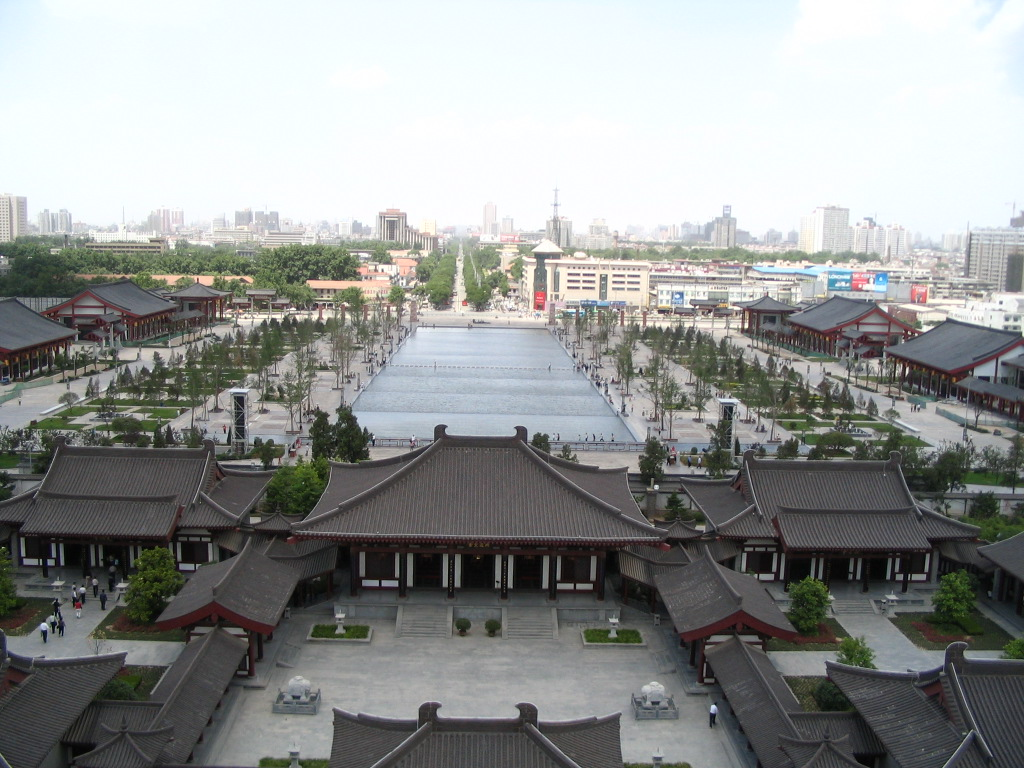
長安演變為今日的西安

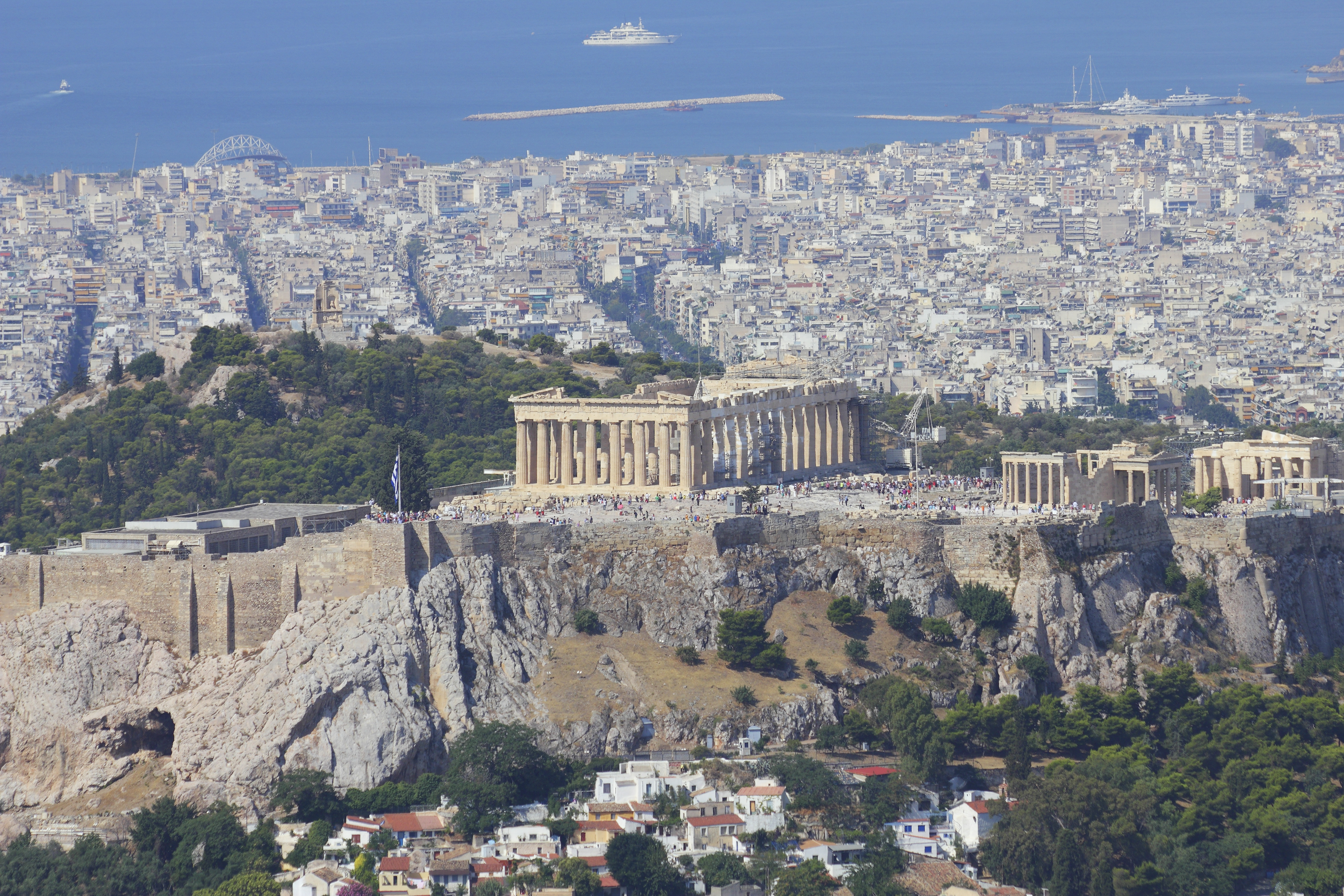
从吕卡维多斯山俯视雅典，远方高处的建筑为雅典卫城。

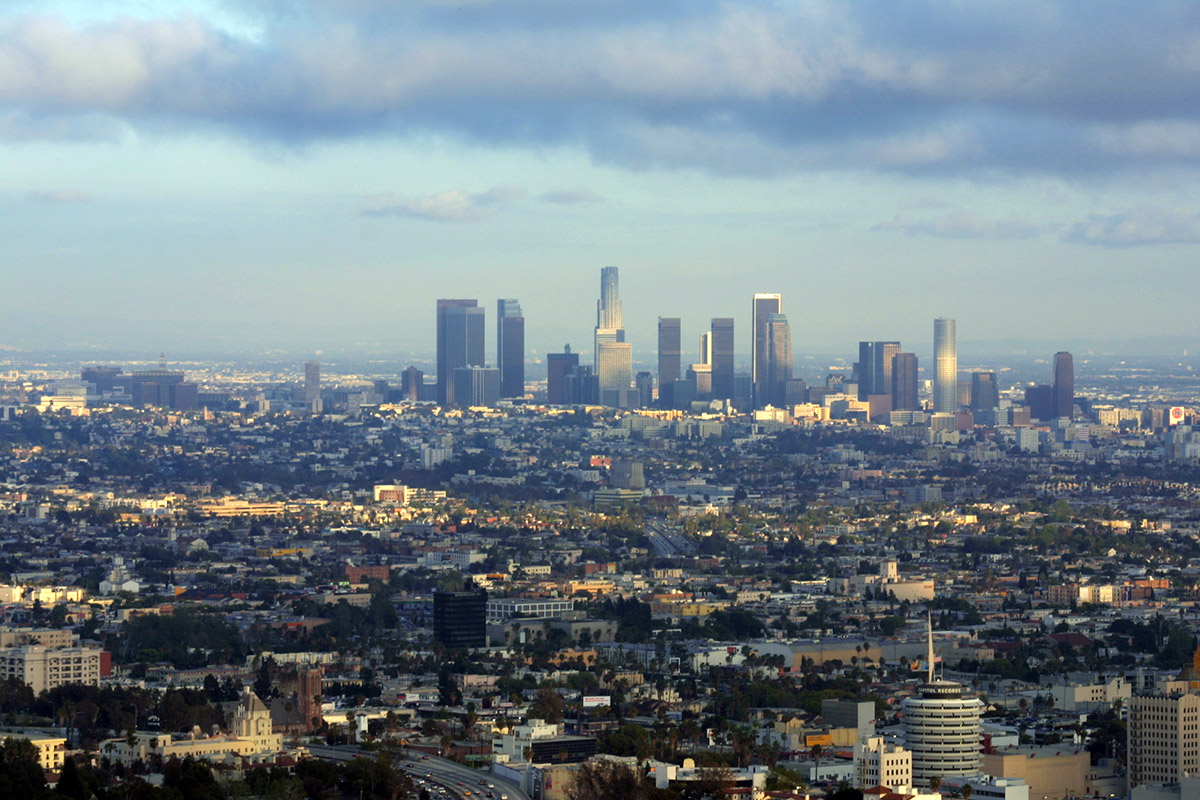
洛杉磯市區

城市史又称都市史，论述城市发展的历史。城市与村庄都是人类的定居点，但是城市与村庄不同的是，居住在村庄的大部分人口从事农业生产，而居住在城市的大部分人口则从事非农业生产，如工业、商业、政治管理、和其他服务行业。从古到今，城市越来越多，可以说人类文明发展的历史，也是一部人类城市化的历史，研究城市发展进程的规律，有助于理解人类文明发展的历史，同时也有利于现代城市的建设与完善。

## 城市的起源
城市起源于人类定居的需要。人类早期逐水草而生，居无定所，进入农业文明时代之后，以耕种土地为生，从而定居。而定居人群较为集中的地方，就是城市。城市普遍开始出现于新石器时代晚期。目前考古发现人类最早的城市是两河流域中下游公元前4500年时代的苏美尔文化时期，有尼普尔城、烏爾城、烏魯克城、基什城、埃里都城、拉格什城等。

## 古代城市
古希腊于地中海沿岸建立了特洛伊、叙拉古、斯巴达、雅典等城市。罗马帝国时期，出现一批围绕着军事要塞形成的政治城市。基督教合法化之后，传教士逐步建立了一些传教据点，其中一些据点发展成为主教区中心。
商代的首都殷城，占地面积已经超过了36平方千米，殷末的殷墟王邑人口已达14.6万以上，帝辛时期又将都城扩展到了朝歌、商丘等陪都，是当时世界上最大的城市。春秋时期，各个诸侯国的政治中心都逐渐发展成发达的商业城市。公元前486年，吴灭邗，筑邗城，开邗沟，连接长江淮河。以后越灭吴，楚灭越。公元前319年，楚在邗城旧址上建城，名广陵。秦统一中国后，设广陵县，属九江郡。汉代称广陵、江都，属十三刺史部中的徐州。吴王刘濞在此“即山铸钱、煮海为盐”，开盐河，盛极一时，扬州城成为以商业为主的大都市。

## 中世纪城市
罗马帝国瓦解之后，欧洲进入了封建割据的中世纪。一批封建领主或者邦国国王分别建立起各自的政治统治中心，天主教主教们也以主教区教堂为核心，建立起教区中心。一批商人和工匠，依附于领主城堡或者主教教堂，建立起集贸市场，逐步形成政治工商城市，例如伦敦、汉堡。而有些集贸市场索性建立在交通便利的小村庄上，例如威尼斯和阿姆斯特丹，成为自发的商业城市。当时欧洲中世纪的乡村农民人身依附于领主，处于农奴或者半农奴地位。而城市市民则是自由民。当时主要的商业城市有阿马尔菲、威尼斯、比萨、米兰、佛罗伦萨、马斯特里赫特、布鲁日、根特、鲁昂等。

### 城邦
中世纪最先富裕起来的城市是意大利北部地区的城市。这个地区处于欧洲与中东黎凡特地区之间，当时欧洲最主要的进口商品——食品香料，是通过意大利的商船来运销的。而威尼斯、佛罗伦萨、热那亚等城市，也发展起玻璃制造、丝绸纺织、毛纺织、造船、兵器等制造业，其产品销往东西方各地。威尼斯、佛罗伦萨、热那亚都发展成为城邦国家。

### 帝国自由城市
帝国自由城市是神圣罗马帝国中的一种特殊行政区划，帝国自由城市的城市不被任何一个帝国贵族所管辖，其城市直辖于神圣罗马帝国皇帝。

### 汉萨同盟
汉萨同盟又译汉撒同盟和汉莎同盟是12-13世纪中欧的神圣罗马帝国与条顿骑士团诸城市之间形成的商业、政治联盟，以德意志北部城市为主。汉萨这一词，德文意为“商会”或“会馆”，最早是指从须德海到芬兰、瑞典到挪威的一群商人。12世纪中期，汉萨同盟逐渐形成，14世纪晚期—15世纪早期达到鼎盛，加盟城市最多达到160个。1367年成立以吕贝克城为首的领导机构，有汉堡、科隆、不来梅等大城市的富商、贵族参加。拥有武装和金库。1370年战胜丹麦，订立了《施特拉尔松德条约》。同盟垄断了波罗的海地区的贸易，并在西起伦敦，东至诺夫哥罗德的沿海地区建立商站，实力雄厚。15世纪中叶后，随着英、俄、尼德兰等国工商业的发展和新航路的开辟，开始转衰，于1669年解体。现今德国的国家航空公司汉莎航空（Lufthansa）即是以汉萨同盟命名的。

### 中古中国城市
唐朝的长安，顶峰时期人口抵达百万，刷新当时人类城建史的记录，也是西汉和唐代丝绸之路的起点。在其发展的极盛阶段充当着东方世界中心的地位。
北宋的开封，是开封建城史上最辉煌的时期，经济繁荣，富甲天下，人口最多达150万，风景旖旎，城郭气势恢弘，不仅是全国政治、经济、文化的核心，也是继唐代长安城之后，当时世界上最繁华的商业大都市。
明清时期的扬州，位于长江和京杭大运河的交汇处，因此成为明清两朝极其重要的经济节点。
明清时期的南京，是明朝初期的京城，人口大约70万左右。靖难之役后，明成祖迁都北京。将南京视为陪都。直至明朝中叶，南京人口达120万。

## 近代商业城市
乔尔·科特金认为阿姆斯特丹是第一个成功的现代商业城市。该城市原来是一个小渔村，在荷兰独立战争中，逃离西班牙专制统治的新教徒、犹太人、银行家、工匠等等，汇集到阿姆斯特丹，使之成为欧洲第一个摆脱贵族和僧侣控制，由唯利是图的商人和工匠自治的城市。新教加尔文教派的牧师删除了旧天主教中关于禁止高利贷的教义。世界历史上第一个股票交易所也于1609年在阿姆斯特丹诞生。
中国的洋城上海。

## 相關条目
- 中國城市史